# Astronava Apollo

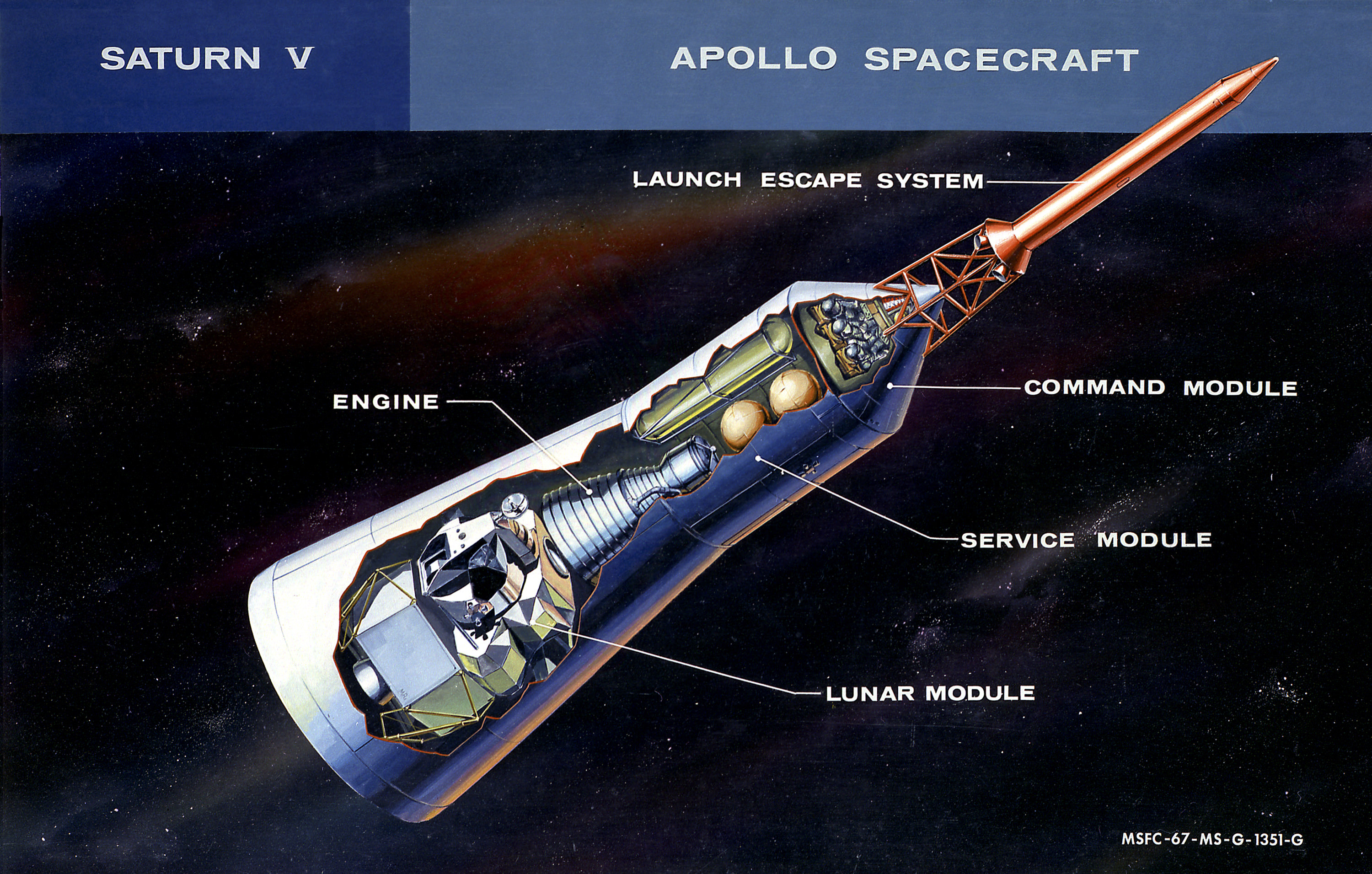
Diagrama astronavei Apollo: Modulul de comandă, Modulul de service, Modulul lunar şi sistemul de salvare în timpul lansării.

Astronava Apollo a fost proiectată de Statele Unite în anii '60, în cadrul Programului Apollo. Principalul scop al acestui program, definit de președintele John F. Kennedy, a fost trimiterea unor oameni pe Lună și întoarcerea acestora în siguranță pe Pământ înainte de 1970. Astronava era compusă din mai multe componente/trepte care efectuau diverse funcții esențiale atingerii scopului propus. Componentele erau următoarele (de sus în jos): Modulul de comandă, Modulul de service, Modulul lunar și adaptorul pentru modulul lunar. Erau plasate în partea de sus a vehiculului de lansare, racheta Saturn V.
Metoda de aselenizarea aleasă din mai multe propuse a fost Întâlnire pe orbita Lunii (Lunar Orbit Rendezvous). Fazele acestei metode erau: O rachetă lansa astronava spre Lună. Astronava zbura spre Lună și se plasa pe o orbită în jurul acesteia. O parte componentă a vehiculului spațial trebuia să aselenizeze și apoi să se întoarcă pe orbita Lunii. În final, doar o mică parte a vehiculului se întorcea pe Pământ.
Vehiculele de lansare folosite pentru teste și pentru misiunile lunare au fost: Little Joe II, Saturn I, Saturn IB, și Saturn V.

## Sistemul de salvare în timpul lansării

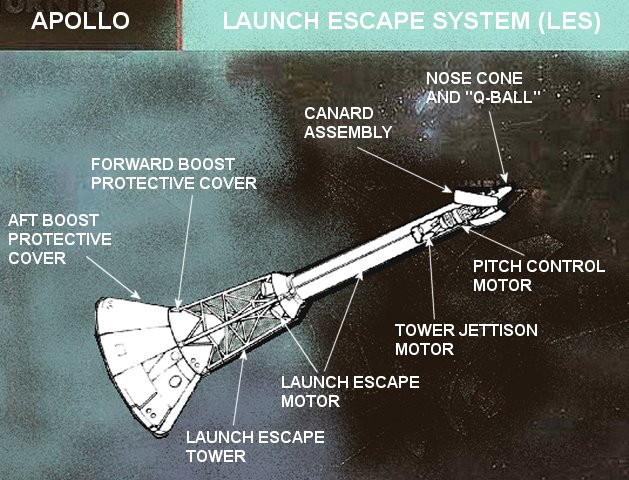
Astronava Apollo: Sistemul de salvare în timpul lansării.

Principalul scop al acestui subansamblu (Launch Escape System în engleză) era să îndepărteze modulul de comandă, implicit capsula echipajului, de vehiculul de lansare în cazul apariției unei situații de urgență în timpul lansării.
Situațiile prestabilite în care acest sistem trebuia să fie activat erau: incendiu pe platforma de lansare, explozia vehiculului de lansare sau devierea de la traiectoria prestabilită făra posibilitatea de revenire. Întregul subansamblu era abandonat după desprinderea primei trepte a rachetei Saturn V, în acel moment aceasta aflându-se la o altitudine la care nu mai era nevoie de acest sistem.
Secvența de funcționare a sistemului de salvare era următoarea: era activat manual sau automat, era pornită racheta cu combustibil solid aflată în vârf și dispozitivul canard care scoteau modulul de comandă de pe traiectoria vehiculului cu probleme. După un anumit timp subansamblul se desprindea de modulul de comandă, care ateriza în siguranță cu ajutorul unor parașute.
Dacă situația de urgență aparea când racheta se afla încă pe platforma de lansare, sistemul de salvare putea să ducă modulul de comandă până la o înălțime la care puteau fi utilizate parașutele.
- Principalele componente ale sistemului de salvare în timpul lansării:

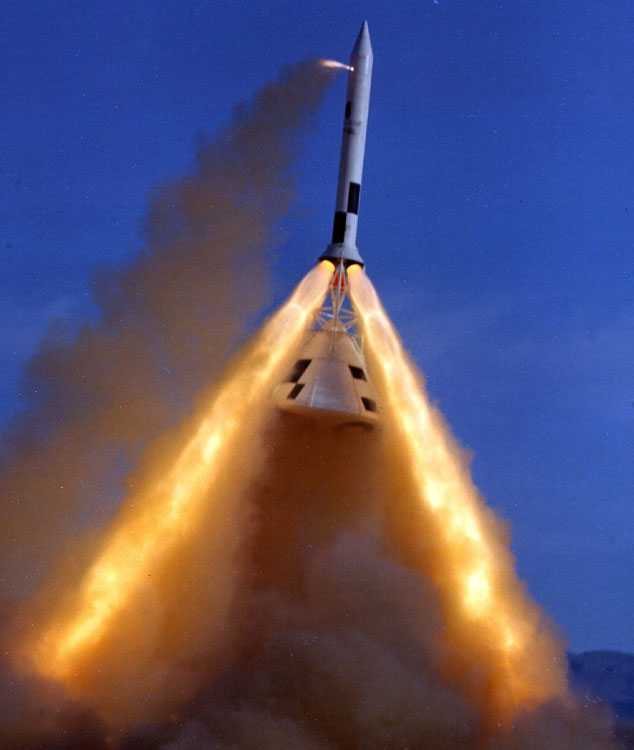
Testarea sistemului de salvare. Motorul de desprindere şi motorul de tangaj sunt pornite. (NASA)

- - Conul frontal (Nose Cone) — În interiorul acestuia se aflau senzori care determinau unghiul de atac, viteza aerului, și gradul de înclinare al vehiculului. Informațiile obținute de la acești senzori erau transmise către modulul de comandă și sistemul automat de ghidaj.
  - "Q-Ball[1] — Era un dispozitiv complex care pe durata zborului atmosferic furniza informații despre viteză, înclinare și efort dinamic. Dispozitivul avea 8 deschideri care direcționau presiunea dinamică de pe cele 8 direcții către niște dispozitive similare unor tuburi Pitot care calculau atitudinea vehiculului. Fiind un dispozitiv absolut critic pentru zbor dar și pentru eventualitatea unui defect la sol care ar fi impus lansarea de urgență a modulului de comandă în cazul unei defecțiuni catastrofice a rachetei purtătoare, dispozitivul Q-ball trebuia să fie acoperit până la câteva minute înainte de lansare, pentru a nu fi colmatate de impurități datorită diametrului redus al canalelor de aer. Pentru aceasta s-a folosit o sferă din polistiren-spumă, cu un orificiu conic în partea de jos, folosită pentru a acoperi conul frontal înainte de lansare. Sfera era secționată în două jumătăți, pe verticală, care erau ținute împreună de o bandă de cauciuc lată de aproximativ 5 centimetri. Fiecare jumătate era legată printr-un cablu metalic de un dispozitiv aflat în turnul de lansare. Pe bilă mai era atașată o lamă metalică. Cu câteva minute înainte de lansare, un dispozitiv comandat de la distanță elibera o greutate care, printr-un sistem de pârghii, acționa lama metalică cu o forță foarte mare. Banda de cauciuc era tăiată în acest mod și cele două jumătăți ale sferei erau îndepărtate cu ajutorul firelor[2].
  - Dispozitiv Canard - Motor de tangaj (Canard Assembly - Pitch Motor) — Aceste două componente lucrau în tandem pentru deplasarea modulului de comandă de pe traiectoria rachetei (în timpul zborului sau înainte de lansarea rachetei).
  - Motorul de ejectare a sistemului de salvare (Tower Jettison Motor) — Un mic motor care ajută la desprinderea sistemului de salvare. Era activat după pornirea motoarelor celei de-a doua trepte, când nu mai era nevoie de sistemul de salvare.
  - Motorul principal al sistemului de salvare (Launch Escape Motor) — Un motor cu combustibil solid, care avea patru orificii de evacuare a gazelor arse. Acesta ajuta la îndepărtarea capsulei echipajului din apropierea rachetei.
  - Turnul sistemului de salvare (Launch Escape Tower) — Structură metalică, care lega modulul de comandă de sistemul de salvare.
  - Suprafața de protecție a modulului de comandă (Boost Protective Cover) — Structură conică, amplasată deasupra capsulei echipajului, făcută dintr-un material rezistent la temperaturi înalte. Avea rolul de a proteja modulul de comandă în timpul ascensiunii prin atmosferă și putea să reziste în cazul pornirii motoarelor sistemului de salvare.

- Specificații:
  - Lungime totală: 10.2 m
  - Diametru: 0.66 m
  - Masa totală: 4170 kg (9200 livre)
  - Forță de propulsie: 689 kN sau 70307 kgf (155000 livre-forță)

## Modulul de comandă (MC)

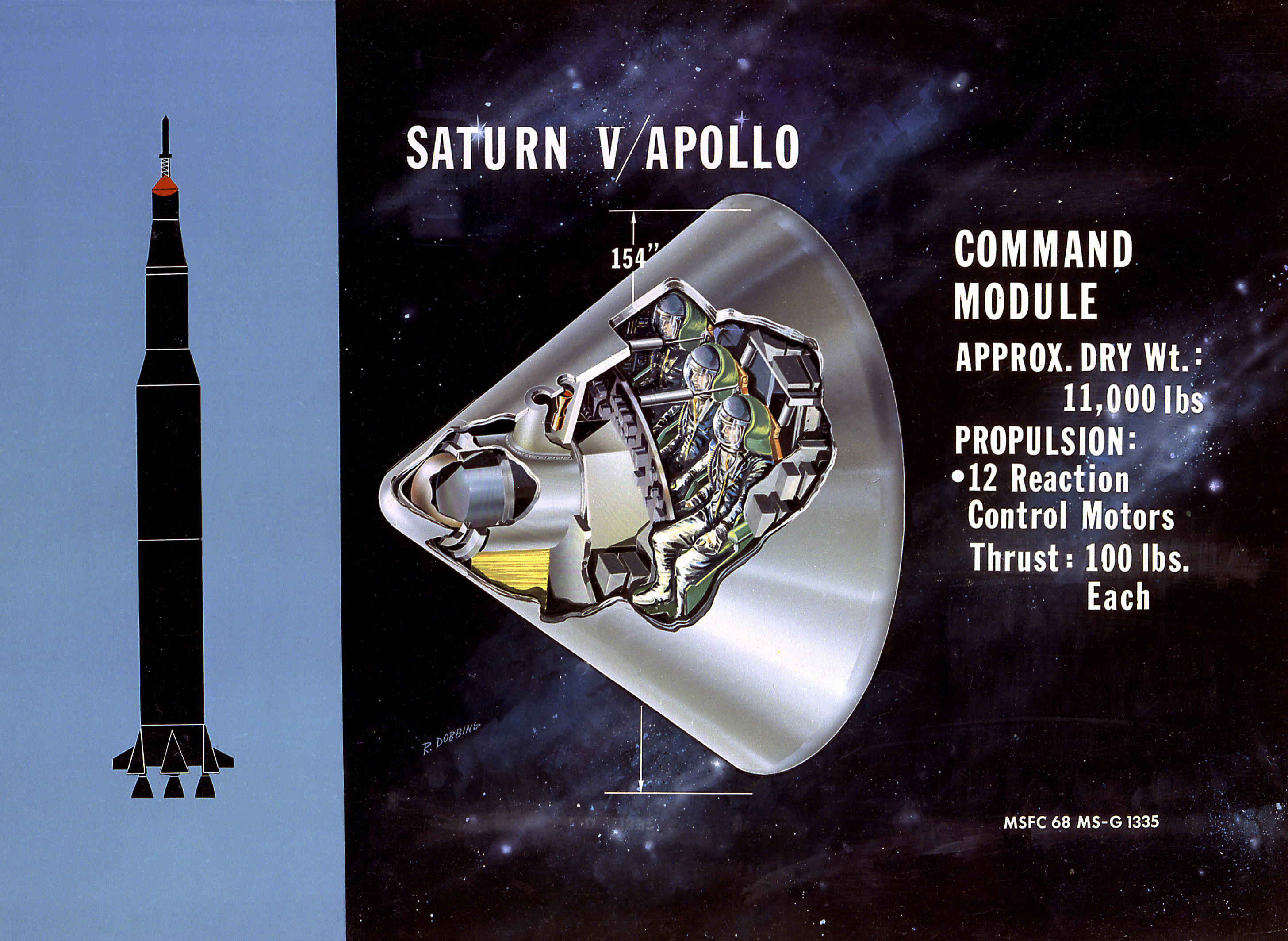
Astronava Apollo: Modulul de comandă.

Modulul de comandă era centrul de control al vehiculului spațial și în același timp, spațiul "locativ" al echipajului. Principalele componente erau: cabina presurizată a echipajului, panoul de instrumente și control, sistemul optic și electronic de ghidaj, sistemul de comunicație, sistemul de filtrare/purificare a aerului, sistemul de control cu reacție (în engleză reaction control system - RCS), bateriile, scutul termic, trapa de andocare frontală, trapa de andocare laterală, 5 ferestre și 3 prașute.
- Specificații:
  - Echipaj: 3
  - Volumul cabinei echipajului: 6.17 m³
  - Lungime: 3.47 m
  - Diametru: 3.90 m
  - Masa: 5,806 kg
  - Masa structurală: 1,567 kg
  - Masa scutului termic: 848 kg
  - Masa SCR: 400 kg
  - Masa echipamentelor de recuperare a capsulei: 245 kg
  - Masa echipamnteleor de navigație: 505 kg
  - Masa echipamentelor de telemetrie: 200 kg
  - Masa echipamentelor electrice: 700 kg
  - Masa sistemului de comunicație: 100 kg
  - Masa scaunelor echipajului și a proviziilor: 550 kg
  - Masa sistemului de filtrare/purificare a aerului: 200 kg
  - Masa altor echipamante: 200 kg
  - Forța de propulsie a SCR (Sistemul de control cu reacție): 12 x 420 N
  - Combustibil SCR: N2O4/UDMH
  - Masa combustibilului pentru SCR: 75 kg
  - Impulsul specific al SCR Isp: 290 s (2.84 kN·s/kg)
  - Impulsul SCR: 257 kN·s
  - Baterii: 20.0 kW·h, 1000 A·h

## Modulul de service (MS)

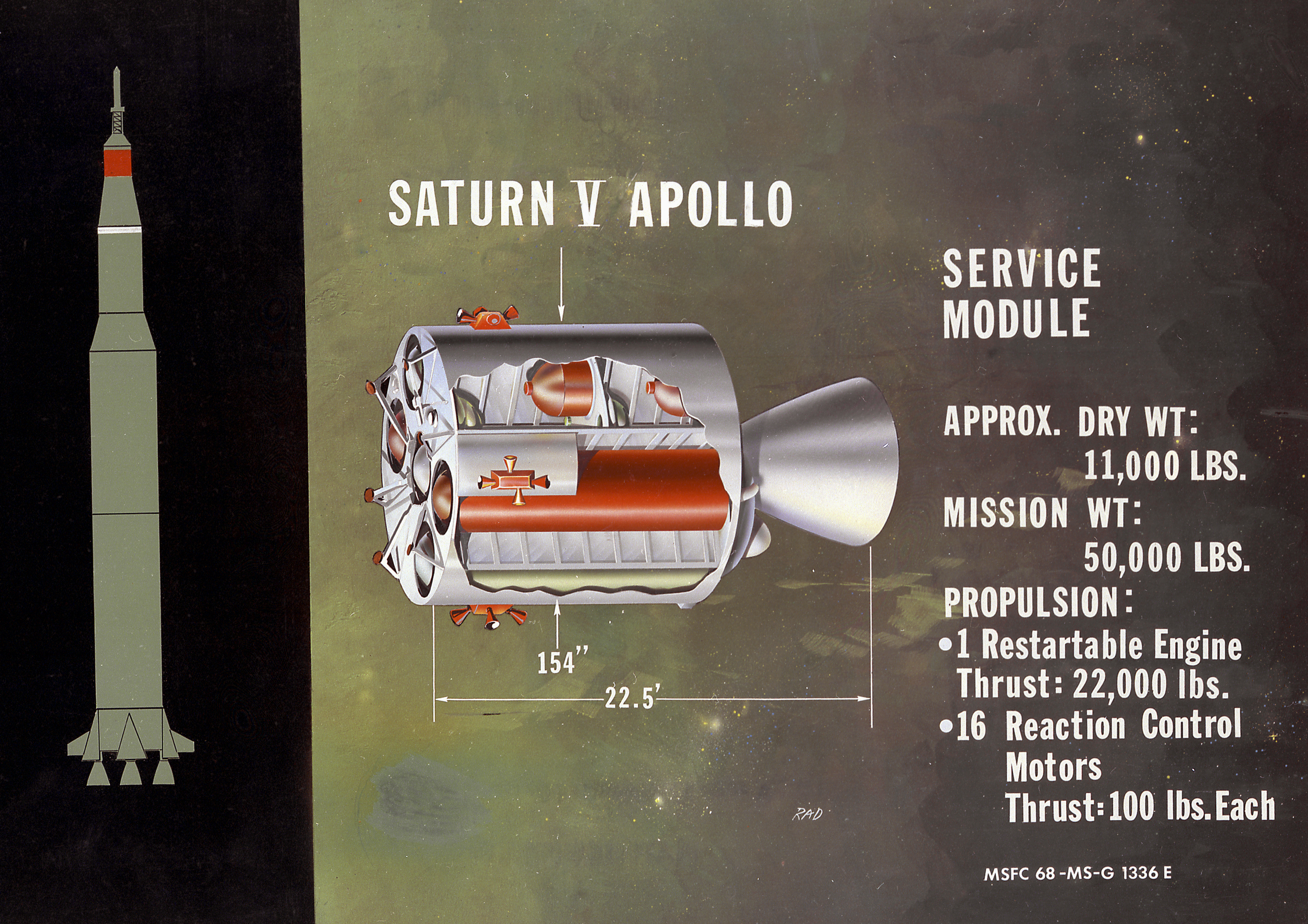
Astronava Apollo: Modulul de service.

Modulul de service a fost o componentă a astronavei care nu era presurizată și conținea: pile electrice, baterii, antena de înaltă frecvență, radiatoare, apă, oxigen, hidrogen, sistemul de control cu reacție, combustibil destul pentru a intra și ieși de pe orbita Lunii, și sistemul de propulsie de service. În misiunile Apollo 15, 16 și 17 în modulul de service au mai fost încărcate un pachet de instrumente științifice, o cameră video și un mic satelit folosit pentru studierea lunii.
O mare parte din modulul de service era ocupată de combustibil și de motorul principal, care avea sarcina de a plasa astronava pe orbita Lunii și de a o readuce pe orbita Pământului. Acest motor putea fi folosit pentru corecția traiectoriei între Pământ și Lună, putând fi repornit de mai multe ori. În timpul misiunii Apollo 13, un fir dezizolat în modulul de service a provocat un scurtcircuit care a dus la o explozie puternică și la întreruperea misiunii.
Modulul de service rămânea atașat de modulul de comandă pe tot parcursul misiunii. Era abandonat înainte de reintrarea în atmosfera Pământului.
- Specificații:**Lungime: 7.56 m
  - Diametru: 3.90 m
  - Masa: 24,523 kg
  - Masa structurală: 1,910 kg
  - Masa echipamentului electric: 1,200 kg
  - Forța de propulsie a SCR (Sistem de control cu reacție): 16 × 440 N
  - Combustibili: N2O4/UDMH
  - Impulsul specific al SCR Isp: 290 s (2.84 kN·s/kg)
  - Impulsul SCR: 3,517 kN·s
  - Masa motorului principal: 3,000 kg
  - Forța de propulsie SPS (din engleză: Service Populsion Engine): 98 kN
  - Combustibili pentru SPS: N2O4/Aerozine 50 (UDMH/N2H4)
  - Masa combustibilului pentru SPS: 18,413 kg
  - Impulsul specific al SPS Isp: 314 s (3.08 kN·s/kg)
  - Sistemul electric: acumulatori, 6.30 kW (în medie), 670 kW·h

## Modulul lunar (ML)

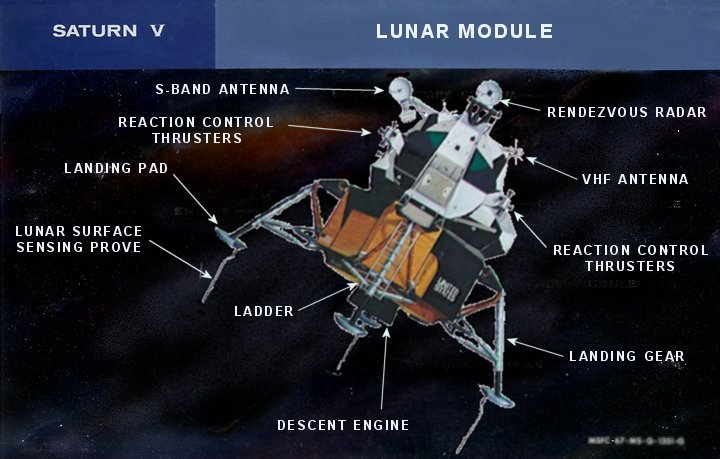
Astronava Apollo: Modulul lunar.

Modulul lunar era componenta astronavei Apollo care folosea la aselenizarea propriu-zisă și la revenirea pe orbita Lunii. Avea două părți: Modulul de coborâre și Modulul de ascensiune. A fost proiectat și construit de Grumman Aircraft Company, special pentru zborurile spațiale. Astronauții puteau supraviețui la bordul modulului lunar între 4 și 5 zile. 
Principalele componente ale Modulului de coborâre erau: "trenul" de aterizare, antena radarului, motorul de coborâre și combustibilul aferent. Acesta avea câteva compartimente folosite pentru transportul echipamentelor experimentale, a căruciorului mobil pentru echipamente (Apollo 14), a roverului lunar (Apollo 15, 16 și 17), a camerei video și a cutiilor pentru mostre.
Modulul de ascensiune conținea: cabina echipajului, panourile cu instrumente, trapa de andocare superioară, trapa frontală, sistemul de ghidare optic și electronic, sistemul de control cu reacție, antenele de comunicație și radar, și nu în ultimul rând, destul combustibil pentru a permite reîntoarcerea pe orbita Lunii și reconectarea cu Modulul de comandă/service.
- Specificații:
  - Modulul de ascensiune:
    - Echipaj: 2
    - Volumul cabinei echipajului: 6.65 m³
    - Înălțime: 3.54 m
    - Diametru: 4.27 m
    - Masa Modulului de ascensiune: 4,547 kg
    - Masa combustibilului pentru motorul de ascensiune: 2,358 kg
    - Forța de propulsie a SCR: 16 × 440 N
    - Combustibil pentru SCR: N2O4/UDMH
    - Impulsul specific al SCR Isp: 290 s (2.84 kN·s/kg)
    - Forța de propulsie a motorului de ascensiune: 16 kN
    - Combustibili pentru motorul de ascensiune: N2O4/Aerozine 50 (UDMH/N2H4)
    - Impulsul specific al motorului de ascensiune Isp: 311 s (3.05 kN·s/kg)
    - Variația de viteză: 2.22 km/s
    - Baterii: 17 kW·h 800 A·h

  - Moulul de coborâre:
    - Înălțime: 2.83 m
    - Diametru: 4.21 m
    - Diametrul "trenului" de aterizare: 9.37 m
    - Masa modulului de coborâre: 10,149 kg
    - Masa combustibilului pentru modulul de coborâre: 8,165 kg
    - Forța de propulsie a motorului de coborâre: 44 kN
    - Combustibili pentru motorul de coborâre: N2O4/Aerozine 50 (UDMH/N2H4)
    - Impulsul specific al motorului de coborâre Isp: 311 s (3.05 kN·s/kg)
    - Variația de viteză: 2.47 km/s
    - Baterii: 33 kW·h, 1,600 A·h

## Adaptorul pentruModulul lunar

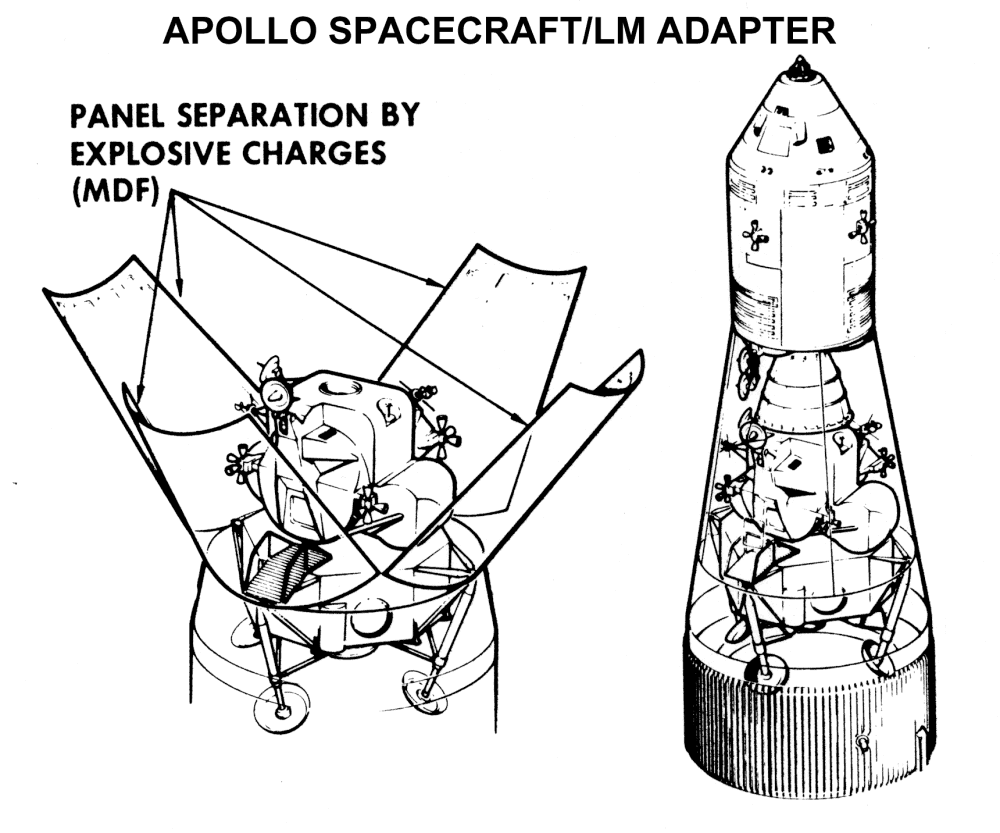
Diagramă Apollo SLA.

Adaptorul pentru Modulul lunar (în engleză Spacecraft Lunar Module Adapter - SLA) era o structură conică din aluminiu care avea rolul de a susține Modulul de service deasupra treptei S-IVB a rachetei Saturn V. Mai folosea la protecția Modulului lunar, a sistemului de propulsie a acestuia precum și a cablurilor de legătură dintre vehiculul de lansare și Modulul de comandă/service în timpul lansării și al ascensiunii prin atmosferă.
SLA era compus din 4 panouri fixe cu lungimea de 2.1 m (7 picioare) atașate de Modulul de instrumente de deasupra treptei S-IVB, care erau conectate prin articulații mobile la alte 4 panouri, care se deschideau în mod asemănător cu petalele unei flori. Materialul din care erau construite panourile avea o structură tip fagure de miere și avea grosimea de 42.5 mm (1.7 inch). Exteriorul era acoperit cu un strat subțire (1-5 mm) de grund și vopsea de culoare albă pentru a minimiza stresul termic în timpul lansării și al ascensiunii.
Modulul de service era prins în bolțuri de o flanșă sitaută în partea de sus a panourilor mari. Sistemul de detonare a încărcăturilor explozive care asigurau desprinderea panourilor era extrem de complex. Existau multiple trasee electrice pentru activarea detonatoarelor, multiple detonatoare pentru fiecare încărcătură explozivă iar explozia unei încărcături provoca explozia în serie a încărcăturilor vecine chiar dacă detonatoarele acestora nu funcționau. Toate aceste măsuri de siguranță erau luate pentru a asigura desprinderea de treapata S-IVB a rachetei purtătoare. Dacă mecanismul de desprindere nu funcționa corect exista risul ca astronauții să rămână blocați pe orbită.
Odată ajunși în spațiu astronauții trebuiau să apese un buton care declanșa procedura de separare a Modulului de comandă/service de vehiculul de lansare. Un cablu detonator era aprins în zona flanșei dintre Modulul de service și SLA, și de-a lungul îmbinărilor dintre panourile SLA. Un set de mini propulsoare, situate în partea de jos a panourilor mari, care aveau un dublu sistem de aprindere, imprimau acestora o mișcare de rotație de aproximativ 30-60 de grade pe secundă.

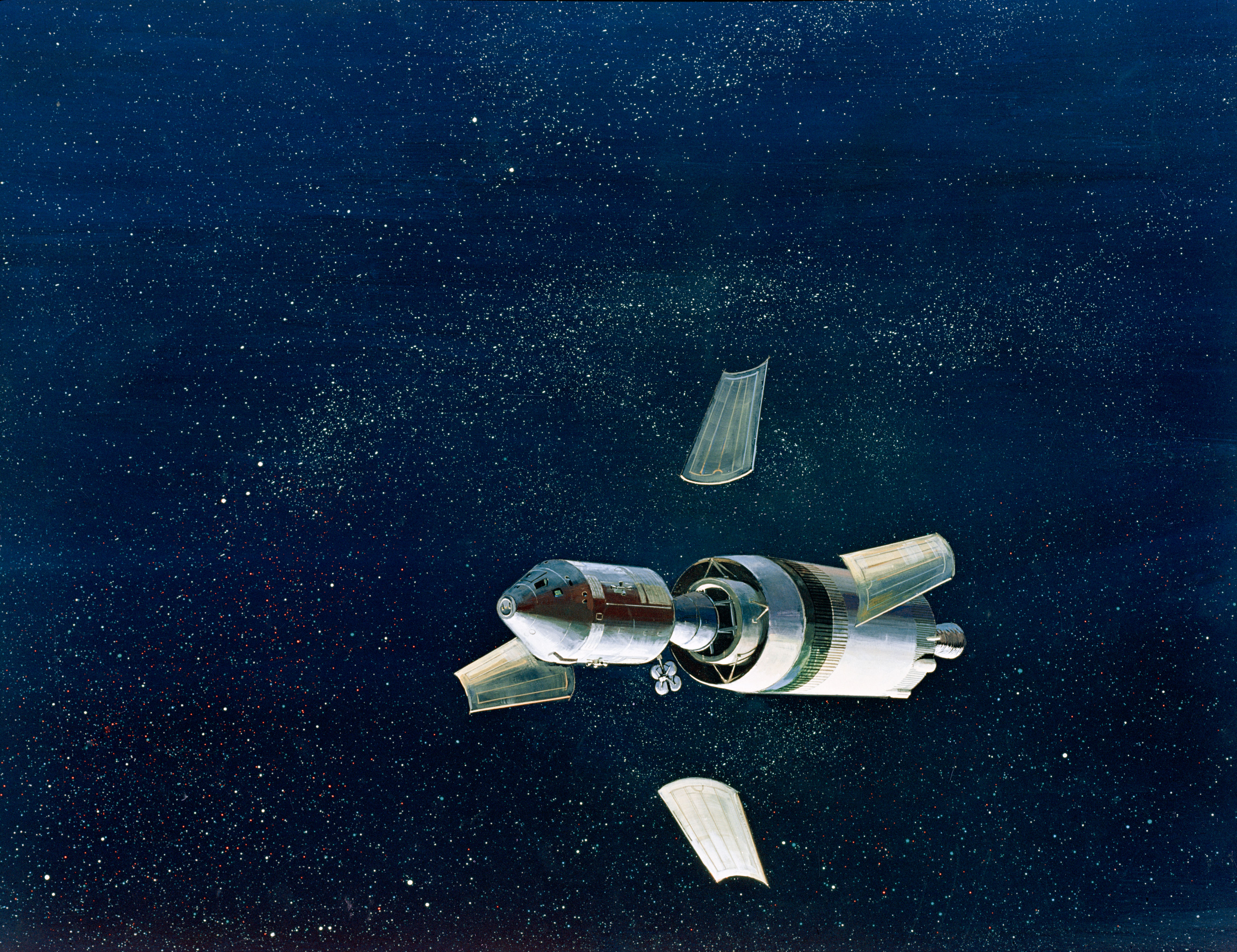
Momentul desprinderii SLA în viziunea unui artist.

În timpul misiunii Apollo 7 panourile SLA au rămas atașate de treapta S-IVB a rachetei Saturn V. Ulterior, inginerii de la NASA fiind îngrijorați de perspectiva unei posibile coliziuni între Modulul de comandă/service și panouri au decis ca acestea să fie desprinse în timpul separării de racheta purtătoare. Balamalele care legau panourile erau în așa fel construite încât să se desprindă de tot în momentul în care se deschideau la 45 de grade. Un set de arcuri imprimau un impuls panourilor împingându-le la o distanță sigură. În timpul manevrelor de andocare între Modulul de comandă/service și Modulul lunar panourile nu mai prezentau nici un pericol.
Modulul lunar era prins de SLA în 4 puncte din zona panourilor inferioare. După de astronauții efectuau manevrele de andocare dintre module, activau câteva încărcături explozive care rupeau legaturlie dintre Modulul lunar și SLA și o ghilotină acționată mecanic tăia firele de legatură cu Modulul de instrumente al vehiculului de lansare. După aceste operațiuni călătoria spre Lună putea să continue.
- Specificații:
  - Înălțime: 8.5 m
  - Diametru superior: 3.9 m
  - Diametrul bazei: 6.6 m
  - Greutate: 1,837 kg
  - Volum: 190 m³ din care 140 m³ utilizabili

## Locații actuale ale modulelor folosite în misiunile Apollo
| Misiunea     | Tipul modulului și numele           | Locație                                                                                             |
| ------------ | ----------------------------------- | --------------------------------------------------------------------------------------------------- |
| AS-202       | Modul de comandă                    | USS Hornet, Alameda, California                                                                     |
| Apollo 1     | Modul de comandă                    | Langley Research Center, Hampton, Virginia                                                          |
| Apollo 5     | Modul lunar                         | Dezintegrat în atmosfera Pământului                                                                 |
| Apollo 6     | Modul de comandă                    | Fernbank Science Center, Atlanta, Georgia                                                           |
| Apollo 7     | Modul de comandă                    | Frontiers of Flight Museum, Dallas, Texas                                                           |
| Apollo 8     | Modul de comandă                    | Museum of Science and Industry (Chicago), Chicago, Illinois                                         |
| Apollo 9     | Modul de comandă "Gumdrop"          | San Diego Aerospace Museum, San Diego, California                                                   |
| Apollo 9     | Modul lunar "Spider"                | Dezintegrat în atmosfera Pământului                                                                 |
| Apollo 10    | Modul de comandă "Charlie Brown"    | Science Museum, London, England                                                                     |
| Apollo 10    | Modul lunar "Snoopy"                | Orbită heliocentrică                                                                                |
| Apollo 11    | Modul de comandă "Columbia"         | National Air and Space Museum, Washington, D.C.                                                     |
| Apollo 11    | Modul lunar "Eagle"                 | Abandonat pe 21 iulie 1969, locul impactului (pe Lună) necunoscut                                   |
| Apollo 12    | Modul de comandă "Yankee Clipper"   | Virginia Air and Space Center, Hampton, Virginia                                                    |
| Apollo 12    | Modul lunar "Intrepid"              | Prăbușit pe Lună, 20 noiembrie 1969, ora 22:17:17.7 GMT, 3.94 S, 21.20 V                            |
| Apollo 13    | Modul de comandă "Odyssey"          | Kansas Cosmosphere and Space Center, Hutchinson, Kansas                                             |
| Apollo 13    | Modul lunar "Aquarius"              | Dezintegrat în atmosfera Pământului 17 aprilie 1970                                                 |
| Apollo 14    | Modul de comandă "Kitty Hawk"       | Astronaut Hall of Fame, Titusville, Florida                                                         |
| Apollo 14    | Modul lunar "Antares"               | Prăbușit pe Lună, 7 februarie 1971, ora 00:45:25.7 GMT, 3.42 S, 19.67 V                             |
| Apollo 15    | Modul de comandă "Endeavor"         | National Museum of the United States Air Force, Wright-Patterson Air Force Base, lângă Dayton, Ohio |
| Apollo 15    | Modul lunar "Falcon"                | Prăbușit pe Lună, 4 august 1971, ora 03:03:37.0 GMT, 26.36 N, 0.25 E                                |
| Apollo 16    | Modul de comandă "Casper"           | U.S. Space & Rocket Center, Huntsville, Alabama                                                     |
| Apollo 16    | Modul lunar "Orion"                 | Prăbușit pe Lună, 24 aprilie 1972, locul impactului (pe Lună) necunoscut                            |
| Apollo 17    | Modul de comandă "America"          | Johnson Space Center, Houston, Texas                                                                |
| Apollo 17    | Modul lunar "Intrepid"              | Prăbușit pe Lună, 15 decembrie 1972, ora 06:50:20.8 GMT, 19.96 N, 30.50 E                           |
| Apollo-Soyuz | Modul de comandă                    | California Science Center, Los Angeles, California                                                  |
| Apollo-Soyuz | Modul de comandă pentru teste       | Museum of Flight, Seattle, Washington                                                               |
| Skylab 2     | Modul de comandă pentru echipajul 1 | National Museum of Naval Aviation, Pensacola, Florida                                               |
| Skylab 3     | Modul de comandă pentru echipajul 2 | NASA John H. Glenn Research Center lângă Lewis Field, Cleveland, Ohio                               |
| Skylab 4     | Modul de comandă pentru echipajul 3 | National Air and Space Museum, Washington, D.C.                                                     |

## Galerie de fotografii

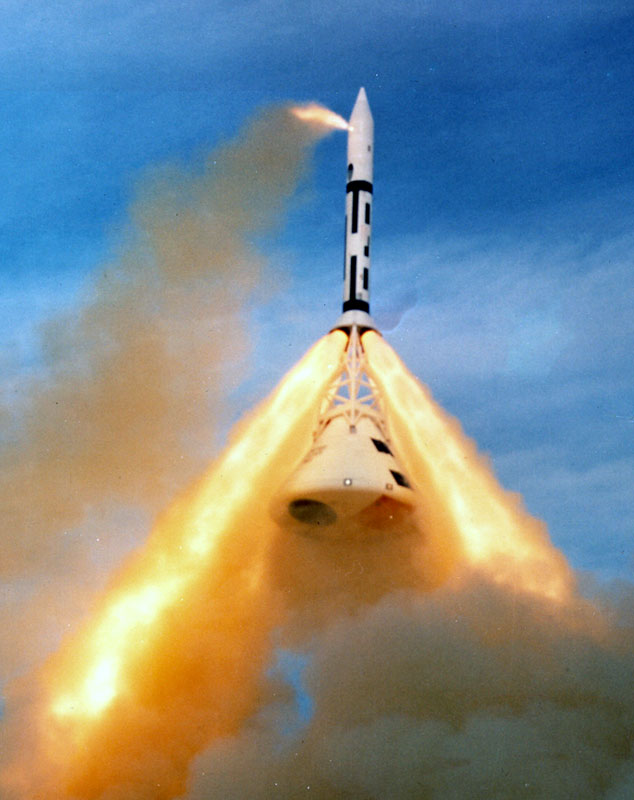
Testarea sistemului de salvare a echipajului
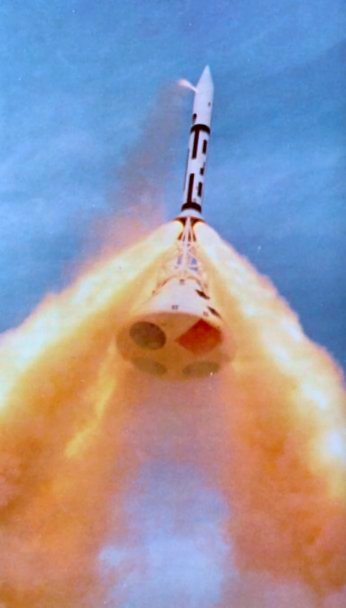
Testarea sistemului de salvare a echipajului
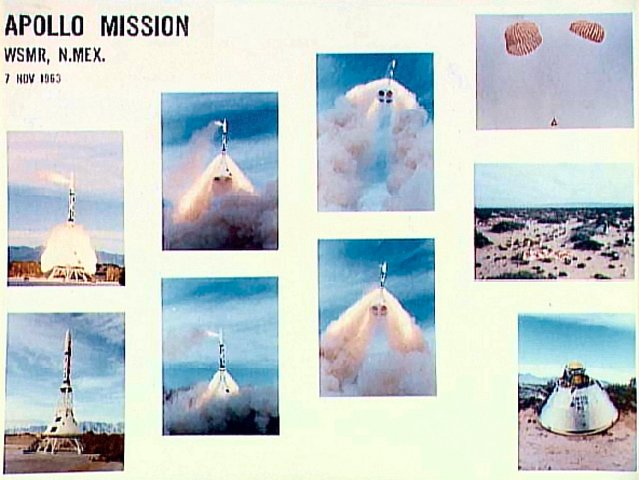
Mai multe imagini din timpul testelor sistemului de salvare
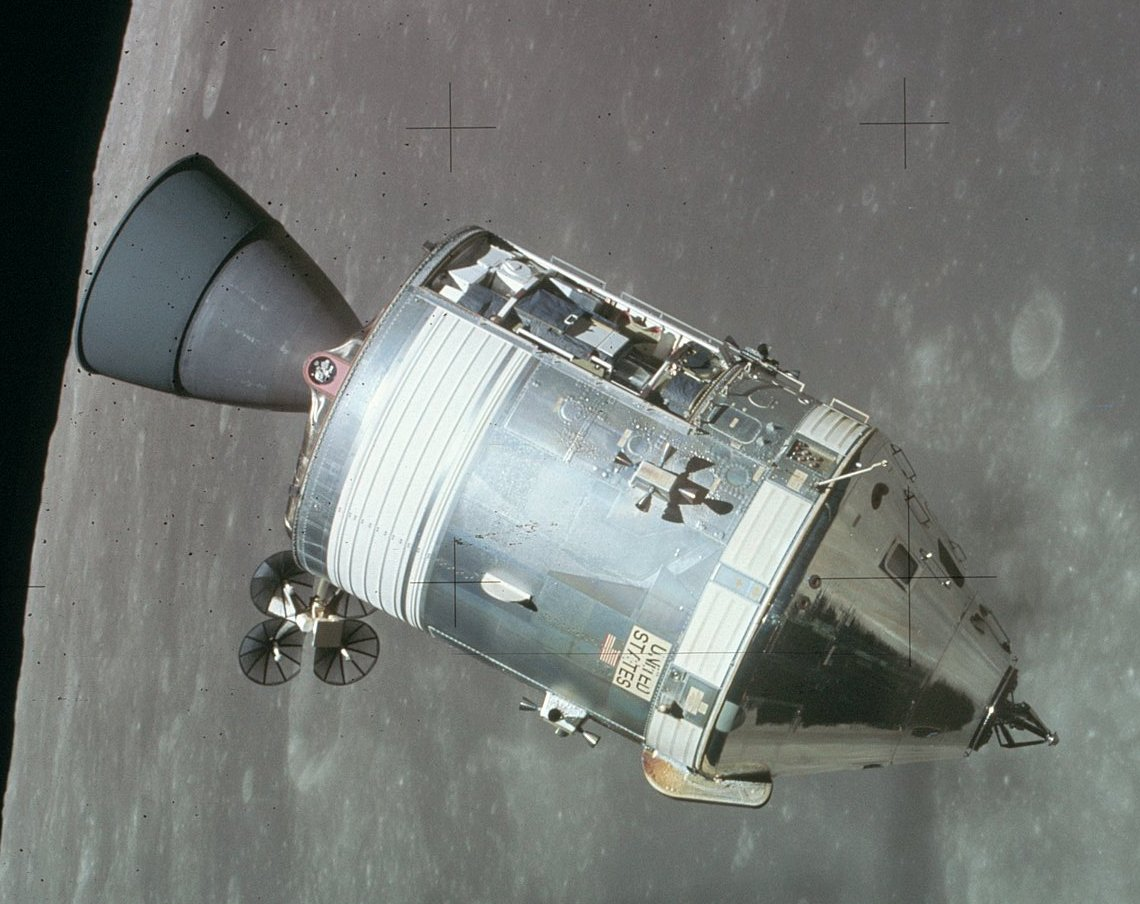
Modulul de comandă/serviciu pe orbita Lunii
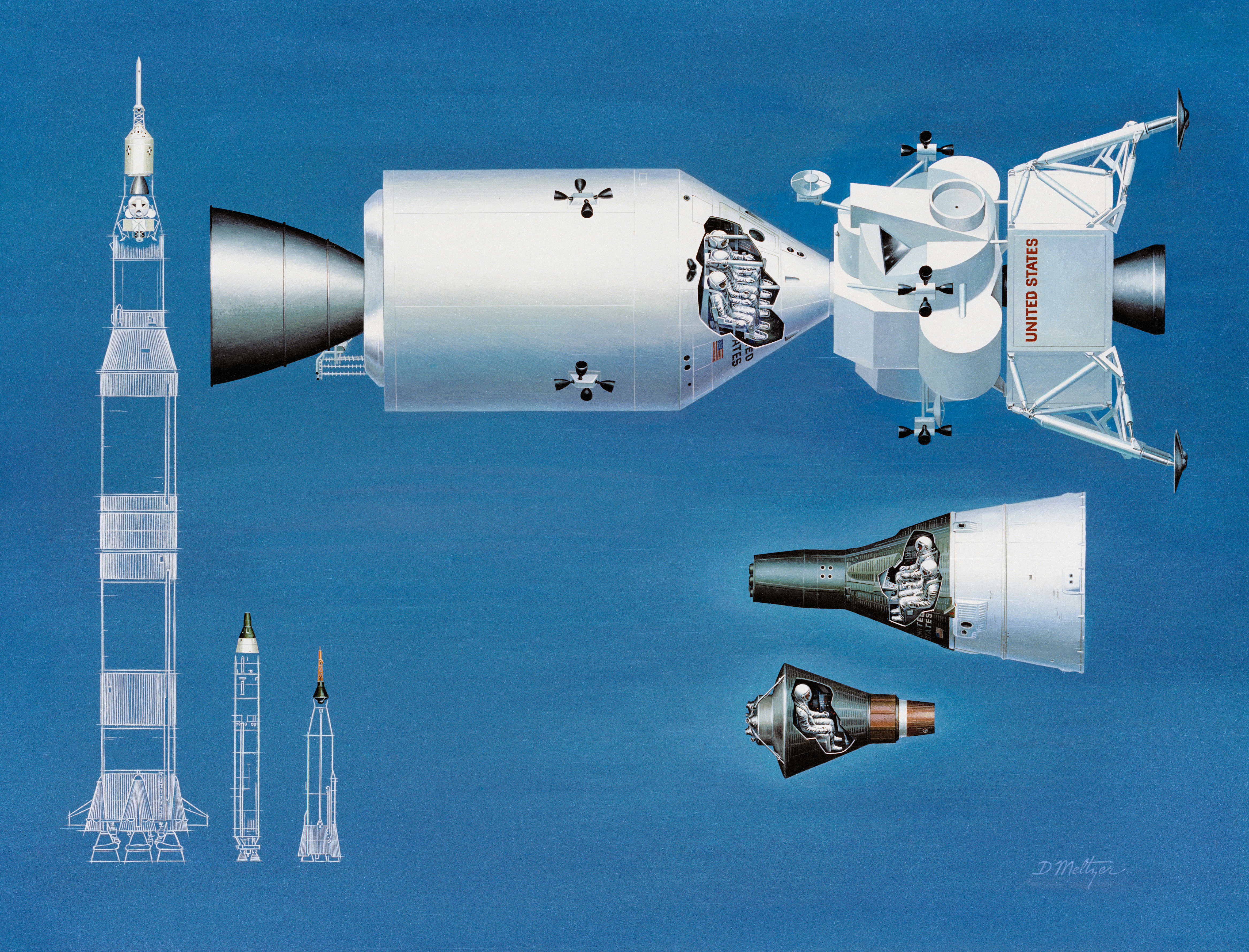
Comparaţie între capsulele Apollo şi Gemini
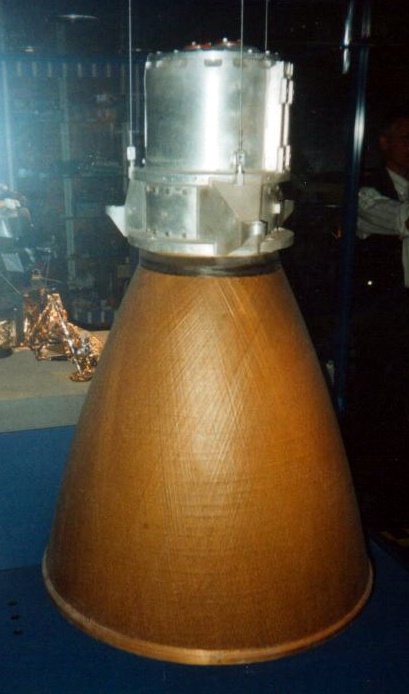
Motorul de ascensiune al Modulului lunar
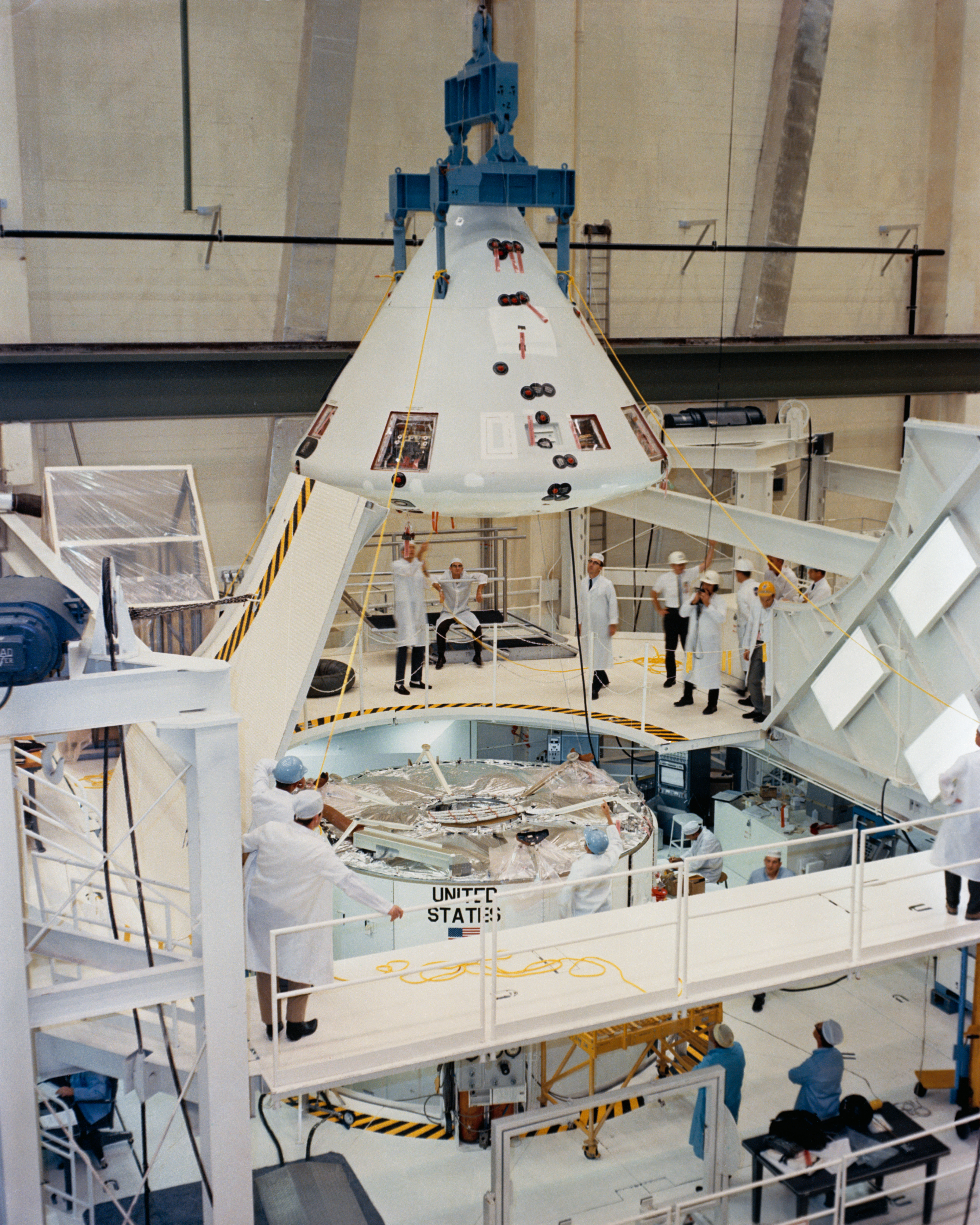
Asamblarea Modulului de comandă/service
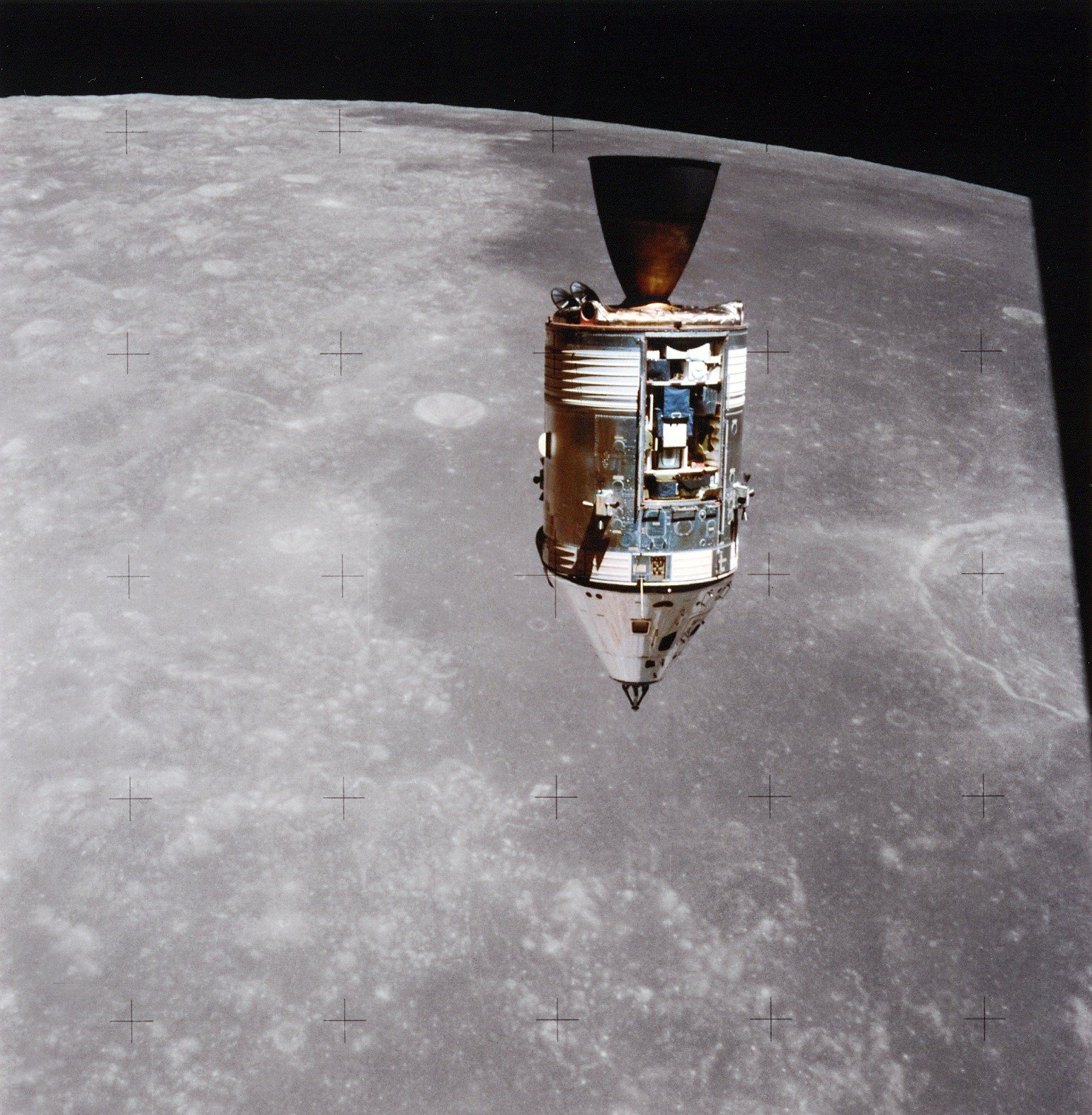
Modulul de comanda/serviciu (Apollo 15)